# Murawy Gorzowskie
Murawy Gorzowskie este o arie protejată (sit de importanță comunitară — SCI) din Polonia întinsă pe o suprafață de 79,85 ha, integral pe uscat.

## Localizare
Centrul sitului Murawy Gorzowskie este situat la coordonatele 52°43′44″N 15°11′23″E / 52.7289°N 15.1896°E.

## Înființare
Situl Murawy Gorzowskie a fost declarat sit de importanță comunitară în octombrie 2009 pentru a proteja un număr necunoscut de specii din flora spontană și fauna sălbatică aflate în arealul zonei.

## Biodiversitate
Situată în ecoregiunea continentală, aria protejată conține 6 habitate naturale: Vegetație psamofilă uscată cu pășuni deschise de Corynephorus și Agrostis, Pajiști uscate europene, Pajiști calcaroase din nisipuri xerice, Pajiști uscate seminaturale și facies de acoperire cu tufișuri pe substraturi calcaroase (Festuco-Brometalia) (* situri importante pentru orhidee), Păduri de stejar și carpen Galio-Carpinetum, Păduri central-europene de pin scoțian cu licheni.
La baza desemnării sitului se află un număr nedeclarat de specii protejate.